# Bahnhof Stuttgart Mittnachtstraße

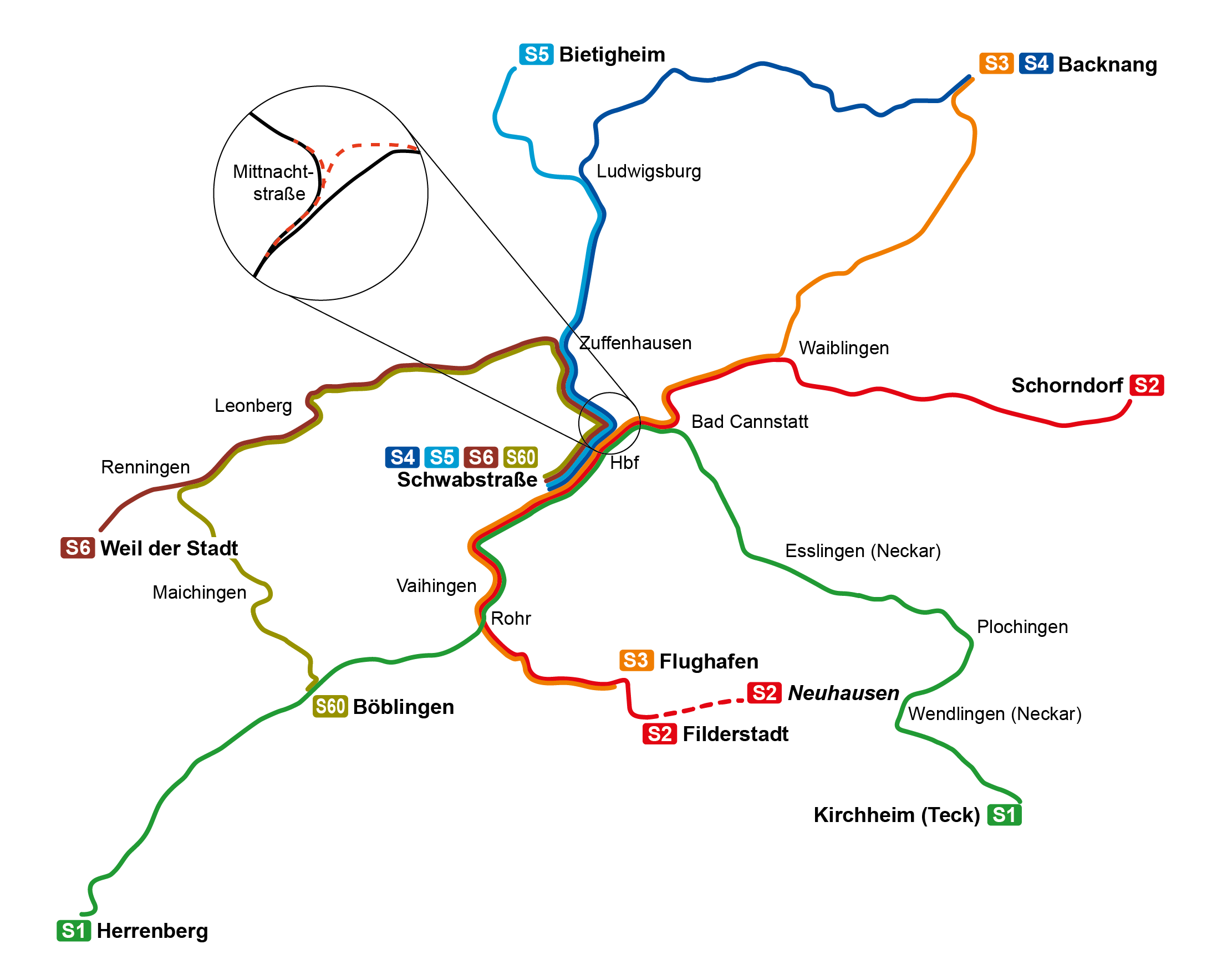
Mittnachtstraße im Liniennetz der S-Bahn Stuttgart (Stand 2013)

Stuttgart Mittnachtstraße ist eine im Zuge von Stuttgart 21 im Bau befindliche Station der S-Bahn Stuttgart. Mit ihr sollen das im Zuge des Großprojekts entstehende Rosensteinviertel sowie das Gebiet zwischen Nordbahnhofstraße und Rosensteinstraße erschlossen werden. Gleichzeitig sollen sich durch die Station die Fahrzeiten für täglich 20.000 S-Bahn-Fahrgäste im Verkehr zwischen Feuerbach und Bad Cannstatt verkürzen, indem der derzeitige Umstieg am Hauptbahnhof entfällt. Betrieblich ist die Station ein Bahnhofsteil des zukünftigen 11 km langen Bahnhofs Stuttgart Hbf (S-Bahn).
Die Station soll von den Linien S1–S6/S60 bedient werden, mit täglich rund 70.000 erwarteten Ein- und Aussteigern. Im Betriebsstellenverzeichnis wird die Station mit TSMS kurz bezeichnet.
Im Lenkungskreis der Stuttgart-21-Partner kündigten Frank Nopper, Oberbürgermeister von Stuttgart, und der damalige Verbandsvorsitzende der Region Stuttgart, Thomas Bopp, an, bei der Deutschen Bahn für den Bahnhofsnamen Rosenstein zu werben.
Die Station soll im Juli 2027 in Betrieb genommen werden.

## Aufbau
Der Bahnhof soll südlich der Mittnachtstraße, die zum Bahnhof verlängert werden soll, parallel zur Rosensteinstraße entstehen. Die Trasse liegt im Bogen, die Gradiente fällt nach Süden ab.
Der Bahnhof soll als 262 m langes Trogbauwerk errichtet werden. Darin soll ein 208 m langer und 10 m breiter Mittelbahnsteig entstehen. Dieser soll von Norden mit einem Treppenabgang, zwei Rolltreppen und einem Aufzug erschlossen werden, vom südlichen Bahnsteigende mit einer Treppe und einer Rolltreppe (ein Aufzug wird optional vorgesehen). Der Bahnsteig und die Zugänge sollen vollständig überdacht werden.
Unmittelbar im Anschluss an das nördliche Bahnsteigende verzweigen sich die Gleisanlagen. Die Gleise Richtung Nordbahnhof sollen dabei, nach einem kurzen Tunnelabschnitt, oberirdisch auf einer Rampe zum Nordbahnhof geführt werden und dort an den Bestand anschließen. Die Gleise Richtung Bad Cannstatt verlaufen unterirdisch bis zur Neckarbrücke im neuen Rosensteintunnel. Richtung Nordbahnhof soll eine Überleitstelle mit vier Weichen eingerichtet werden.
Zwischen dem Bahnhof und dem Hauptbahnhof soll die S-Bahn-Strecke unterirdisch geführt werden, um die darüber liegenden Flächen städtebaulich nutzen zu können. Südlich sollen sich dabei zunächst zwei eingleisige Röhren an den Bahnhof Mittnachtstraße anschließen, die anschließend Richtung Hauptbahnhof in einem rund 100 m langen Aufweitungsbauwerk in eine zweigleisige Röhre zusammengeführt werden sollen. Auf Höhe der Versandstraße soll sich die Röhre wiederum in zwei einzelne Röhren verzweigen und dort an den Bestandstunnel anbinden. Das gesamte Tunnelbauwerk soll, bis zum Anschluss an den bestehenden Tunnel am Hauptbahnhof, in offener Bauweise erstellt werden. Die Entwurfsgeschwindigkeit der S-Bahn-Anlagen im Planfeststellungsabschnitt 1.5 liegt bei 80 km/h.

## Geschichte

### Planung

#### Machbarkeitsstudie
Der Bahnhof war bereits in der Anfang 1995 vorgelegten Machbarkeitsstudie des Projekts Stuttgart 21 enthalten. Er sollte dabei die neu trassierten S-Bahn-Strecken aus Richtung Nordbahnhof und Bad Cannstatt zusammenführen und Richtung Hauptbahnhof bündeln. Die Reisezeiten im Übereck-Umsteigeverkehr zwischen den Linien S1 bis S3 (von und nach Bad Cannstatt) sowie S4 bis S6 (von und nach Feuerbach) sollte dabei mit dem Bahnhof verkürzt und der Hauptbahnhof als meistbelastete S-Bahn-Station entlastet werden. Die viergleisige Station sollte über drei Mittelbahnsteige verfügen. (Die S-Bahn-Station am Hauptbahnhof wurde 1993 täglich von rund 120.000 Fahrgästen genutzt, davon rund 15.000 Fahrgästen im Über-Eck-Verkehr Feuerbach–Bad Cannstatt und rund 50.000 Ein- und Aussteigern.)
Die Fernbahngleise nach Feuerbach sollten dabei unterhalb der Regionalbahnsteige verlaufen, die Fernbahngleise nach Bad Cannstatt in ostnordöstlicher Richtung unmittelbar südlich des Bahnhofs liegen. Südwestlich des Bahnhofs sollte der gemeinsame, vom Hauptbahnhof kommende, Fernbahntunnel dabei in die beiden Äste Richtung Feuerbach und Bad Cannstatt aufgespalten werden.
Das Betriebskonzept der Machbarkeitsstudie sah für den Bahnhof 310 Züge je Werktag in der Relation zum Hauptbahnhof vor, 151 Richtung Zuffenhausen und 159 Richtung Bad Cannstatt. Die im Zuge von Stuttgart 21 im Nahverkehr prognostizierten Verkehrszuwächse sollten, nach dem Gutachten für die Machbarkeitsstudie von 1995, zu 45 Prozent aus der Verknüpfung der S-Bahn-Linien an dem Bahnhof resultieren (die übrigen 55 Prozent aus der Durchbindung von Regionalverkehrslinien).

#### Vorprojekt
Auch im Vorprojekt von 1995 war der Bahnhof vorgesehen. Im Gegensatz zur Machbarkeitsstudie wurde dabei Richtung Feuerbach eine direkte Trasse favorisiert, die den Bahnhof nicht mehr berührte.
Im Rahmen der im Vorprojekt favorisierten Variante S5 war der Bahnhof als dreistöckiges Bauwerk vorgesehen. Dabei sollten die S-Bahn-Gleise von und nach Feuerbach in der oberen, die von und nach Bad Cannstatt in der unteren Ebene geführt werden. Damit sollten Überwerfungsbauwerke nördlich des Bahnhofs vermieden werden. Darunter, auf einer dritten Ebene, sollte die Fernbahn geführt werden.
Diese Variante wurde später verworfen. Neben hohen Baukosten führte die Deutsche Bahn zur Begründung unter anderem Nachteile für zwischen Feuerbach und Bad Cannstatt umsteigende Fahrgäste (Über-Eck-Verkehr) und Eingriffe in die obere Mineralwasser-Deckschicht (Lettenkeuper) durch den dreistöckigen Entwurf an.

#### Raumordnungsverfahren
Im Rahmen des Raumordnungsverfahrens wurde empfohlen, eine Kehranlage südlich des Bahnhofs einzurichten, um dort bei Betriebsstörungen Züge wenden zu lassen. Betriebliche Untersuchungen empfahlen zunächst die Einrichtung eines einfachen Kehrgleises. Daraus ging die Überlegung hervor, die Kehranlage südlich des Bahnhofs einzurichten. Dazu sollte auf einer Länge von rund 250 m ein dreigleisiger Tunnelquerschnitt angelegt werden. Das Kehrgleis wäre dabei mit geringer Längsneigung zwischen den beiden im Gefälle liegenden Hauptgleisen angeordnet worden. Eine Untersuchung habe laut DB-Angaben ergeben, dass diese Lösung bautechnisch zu aufwändig und damit unwirtschaftlich sei. Stattdessen wurde im Zuge der Planfeststellung vorgesehen, in einem im Zuge von Bauzuständen zu schaffenden Raum in der S-Bahn-Einfahrt des Hauptbahnhofs, zukünftig ein rund 220 m langes Kehrgleis einzurichten. Dies sei, nach DB-Angaben, die wirtschaftlichste Lösung.
Prognosen um 1997 erwarteten täglich 35.000 Fahrgäste an der neuen Station. Etwa 13.000 Menschen sollten im Über-Eck-Verkehr umsteigen.

#### Weitere Planung
Die Gestaltung des Bahnhofs ist in Planung (Stand: März 2015).
Laut einer 2019 vorgelegten Untersuchung zur Einführung von ETCS auf der S-Bahn Stuttgart ist die Station Mittnachtstraße in südlicher Fahrtrichtung für die Kapazität (Mindestzugfolgezeit) der Stammstrecke ausschlaggebend. Der S-Bahn-Kernbereich, zwischen Mittnachtstraße und Österfeld, soll im Rahmen der ETCS-Ausrüstung der Stammstrecke betrieblich Teil eines rund 11 km langen Bahnhofs „Stuttgart Hbf (S-Bahn)“ werden, um die Auswirkung von (ETCS-)Störungen zu begrenzen.
Im Nordkopf der Station sollen für ETCS Zufahrtsicherungssignale für Züge aus Richtung Nordbahnhof angeordnet werden.

#### Betriebskonzept
Die durch den Halt an der Station verursachten Fahrzeitverlängerungen (etwa zwei Minuten) erfordern eine Umplanung des Stuttgarter S-Bahn-Systems. Die Fahrplan- und Linienstruktur der S-Bahn soll nach dem Planungsstand von Juli 2010 unberührt bleiben. Kritiker gaben zu bedenken, dass sich die Fahrzeit für rund 10.000 Umsteiger im Rahmen des im Stresstest unterstellten Fahrplans um fünf Minuten und für weitere rund 196.000 Fahrgäste die Fahrzeit um zwei Minuten verlängern würde.
2022 wurde ein Konzept veröffentlicht, wie mit diesem zusätzlichen Zeitbedarf auf einzelnen Linien umgegangen werden soll. Aufgrund unterschiedlicher Zwangspunkte entlang der verschiedenen Linien könne der Zeitbedarf nicht einfach aufgeschlagen werden. Das Fahrplankonzept wird an zahlreichen Stellen im Minutenbereich verändert, womit zum Teil auch Auswirkungen auf Anschlüsse verbunden sind. Auf den Linien S2 (Schorndorf) und S3 (Backnang) entstehen aufgrund weiterer Wechselwirkungen Fahrzeitverlängerungen von bis zu fünf Minuten. Auf der S6 verlängern sich die Fahrzeiten zwischen Renningen und Weil der Stadt um ca. zwei Minuten.
Eine im Januar 2020 vorgelegte Verkehrsprognose erwartet zwischen Bad Cannstatt und Mittnachtstraße eine Querschnittsbelastung von 83.800 Fahrgästen pro Tag, zwischen Nordbahnhof und Mittnachtstraße von 89.000. Zwischen Hauptbahnhof und Mittnachtstraße wird mit 147.200 Fahrgästen der am stärksten belastete Abschnitt im S-Bahn-Netz.

### Bau
Das Bauwerk ist Teil des Los 4 des Planfeststellungsabschnitts 1.5 des Projekts Stuttgart 21. Neben der S-Bahn-Station sollen dabei rund 2,3 km neue Bahnstrecke zwischen Hauptbahnhof und Nordbahnhof errichtet werden, darunter 1,5 km Tunnel in offener Bauweise, sowie eine Eisenbahnbrücke über die Ehmannstraße. Der Bauauftrag für dieses Los wurde am 12. Oktober 2010 im Amtsblatt der Europäischen Union ausgeschrieben. Der zu vergebende Bauauftrag soll vom 14. April 2011 bis zum 31. Dezember 2019 laufen.
Im Zuge der 15. Planänderung im Planfeststellungsabschnitt 1.5 genehmigte das Eisenbahn-Bundesamt – in Abweichung vom Planfeststellungsbeschluss – Baumfällarbeiten und den Rückschnitt von Gehölzen zur Baufeldfreimachung noch vor Oktober 2014.
Im Zuge der ETCS-Einführung auf der S-Bahn Stuttgart wurde 2018 erwogen, vor Inbetriebnahme von Stuttgart 21 eine „Teststrecke“ von Bad Cannstatt über die Station Mittnachtstraße zum Hauptbahnhof einzurichten.
Am 19. Oktober 2020 wurde der S-Bahn-Tunnel Rosenstein zur Station Mittnachtstraße durchgeschlagen.
Der Bund beteiligt sich nach dem Gemeindeverkehrsfinanzierungsgesetz an der Finanzierung des Bahnhofs und dessen Anbindung in Richtung Nordbahnhof und Hauptbahnhof.
Im 2. Halbjahr 2024 erfolgte eine Teilvergabe für die S-Bahn-Station über vier Millionen Euro.

### Inbetriebnahme
Im März 2024 kündigte die DB an, die S-Bahn-Verlängerung über die Mittnachtstraße aufgrund eines „Verzugs bei der Generik für das Digitale Stellwerk“ erst 2026 in Betrieb zu nehmen. Im Juni 2024 wurde diese Angabe auf September 2026 präzisiert. Zuvor war die Inbetriebnahme für September 2025 geplant gewesen. Eine weitere Verschiebung wurde im Juli 2025 mitgeteilt. Die Station soll nunmehr ab 3. Juli 2027 angefahren werden, zunächst vom Nordbahnhof. Am 13. November 2027 soll dann der Zulauf von Bad Cannstatt folgen.

### Überlegungen für weiteren Ausbau
Varianten für einen weiteren Ausbau der Station sind ein Gegenstand einer von Region Stuttgart und Land finanzierten Machbarkeitsstudie, deren Endfassung Anfang 2018 vorliegen soll. Anhand einer Vorabfassung sprach sich der VRS-Verkehrsausschuss Mitte November 2017 dafür aus, die Nachrüstung eines dritten Gleises (mit zusätzlichem Bahnsteig) langfristig offenzuhalten. Dieser würde 70 bis 90 Millionen Euro kosten. Eine Nachrüstung auf der Westseite sei aufgrund eines Konflikts zur bestehenden Bebauung kaum möglich. Eine baulich machbare Lösung, mit einem zusätzlichen Gleis auf der Ostseite der Station soll demnach ca. 67 Millionen Euro kosten. Auch die Ergänzung zweier Gleise auf der Ostseite sei grundsätzlich möglich.

## Technik
Die Bahnanlage sollte im Rahmen des im Rahmen von Stuttgart 21 geplanten ESTW-A am Hauptbahnhof ferngesteuert werden. An beiden Bahnsteigenden waren dabei Ausfahrsignale vorgesehen. Zur Verdichtung der Zugfolge waren Signale im Halbregelabstand vorgesehen.
Im Zuge des Digitalen Knoten Stuttgarts soll die Station nunmehr mit ETCS ausgerüstet werden. Sie gehört dabei zum Stell- und RBC-Bereich S-Bahn, der von einem in Waiblingen entstehenden Bedien- und Technikstandort gesteuert werden soll.